# Mana Endo
Pour les articles homonymes, voir Endo.
Mana Endo (遠藤 愛, Endō Mana, née le 6 février 1971 à Fukuyama) est une joueuse de tennis japonaise, professionnelle d'avril 1991 à 1998.
1994 demeure sa saison la plus remarquable. En janvier, elle remporte les Internationaux d'Hobart, son unique victoire en simple sur le WTA. Après un 3e tour atteint en juillet sur le gazon de Wimbledon, elle se hisse au 4e tour de l'US Open (battue par Amanda Coetzer), réalisant à cette occasion sa meilleure performance dans une épreuve du Grand Chelem. Le 26 septembre, elle accède au 26e rang mondial.

## Palmarès

### Titre en simple dames
| No | Date       | Nom et lieu du tournoi          | Catégorie | Dotation  | Surface    | Finaliste        | Score         |          |
| -- | ---------- | ------------------------------- | --------- | --------- | ---------- | ---------------- | ------------- | -------- |
| 1  | 10/01/1994 | Tasmanian International, Hobart | Tier IV   | 100 000 $ | Dur (ext.) | Rachel McQuillan | 6-1, 6-7, 6-4 | Parcours |

### Finale en simple dames
| No | Date       | Nom et lieu du tournoi                 | Catégorie | Dotation  | Surface    | Vainqueure   | Score    |          |
| -- | ---------- | -------------------------------------- | --------- | --------- | ---------- | ------------ | -------- | -------- |
| 1  | 08/01/1996 | Schweppes Tasmanian Int’l Open, Hobart | Tier IV   | 107 500 $ | Dur (ext.) | Julie Halard | 6-1, 6-2 | Parcours |

## Parcours en Grand Chelem

### En simple dames
| Année | Open d'Australie | Open d'Australie   | Internationaux de France | Internationaux de France | Wimbledon       | Wimbledon        | US Open         | US Open         |
| ----- | ---------------- | ------------------ | ------------------------ | ------------------------ | --------------- | ---------------- | --------------- | --------------- |
| 1992  | 1er tour (1/64)  | Regina Kordová     | 3e tour (1/16)           | Kimiko Date              | 3e tour (1/16)  | Katerina Maleeva | -               | -               |
| 1993  | 2e tour (1/32)   | Isabelle Demongeot | 1er tour (1/64)          | Yayuk Basuki             | 2e tour (1/32)  | Patricia Hy      | -               | -               |
| 1994  | 2e tour (1/32)   | Helena Suková      | 1er tour (1/64)          | Sandra Cacic             | 3e tour (1/16)  | Gigi Fernández   | 4e tour (1/8)   | Amanda Coetzer  |
| 1995  | 1er tour (1/64)  | Meike Babel        | 1er tour (1/64)          | Iva Majoli               | 2e tour (1/32)  | Arantxa Sánchez  | 2e tour (1/32)  | Natasha Zvereva |
| 1996  | 3e tour (1/16)   | Martina Hingis     | 1er tour (1/64)          | Park Sung-hee            | 1er tour (1/64) | Meredith McGrath | 1er tour (1/64) | Lilia Osterloh  |
| 1997  | 2e tour (1/32)   | Patty Schnyder     | 1er tour (1/64)          | Sandra Cecchini          | 1er tour (1/64) | Gala León García | -               | -               |
| 1998  | 1er tour (1/64)  | Miho Saeki         | -                        | -                        | -               | -                | -               | -               |

À droite du résultat, l’ultime adversaire.

### En double dames
| Année | Open d'Australie           | Open d'Australie          | Internationaux de France | Internationaux de France | Wimbledon | Wimbledon | US Open | US Open |
| 1995  | 3e tour (1/8) N. Sawamatsu | Lori McNeil Helena Suková | -                        | -                        | -         | -         | -       | -       |

Sous le résultat, la partenaire ; à droite, l’ultime équipe adverse.

## Parcours aux Jeux olympiques

### En simple dames
| # | Date       | Nom de l'olympiade      | Surface      | Résultat       | Ultime adversaire | Score    |          |
| - | ---------- | ----------------------- | ------------ | -------------- | ----------------- | -------- | -------- |
| 1 | 28/07/1992 | Olympic Games Barcelone | Terre (ext.) | 2e tour (1/16) | Arantxa Sánchez   | 6-0, 6-1 | Parcours |

## Parcours en Coupe de la Fédération
| #                                                                 | Date       | Lieu                | Surface      | Gagnante(s)                     | Perdante(s)                      | Score          |          |
|                                                                   |            |                     |              |                                 |                                  |                |          |
| 1992 - 1er tour (groupe mondial) - Japon - Indonésie - 2 : 1      |            |                     |              |                                 |                                  |                |          |
| 1                                                                 | 13/07/1992 | Francfort           | Terre (ext.) | Mana Endo                       | Romana Tedjakusuma               | 6-2, 7-66      | Parcours |
| 1                                                                 | 13/07/1992 | Francfort           | Terre (ext.) | Yayuk Basuki Suzanna Wibowo     | Mana Endo Maya Kidowaki          | 6-1, 6-1       | Parcours |
|                                                                   |            |                     |              |                                 |                                  |                |          |
| 1992 - 2e tour (groupe mondial) - Japon - Argentine - 1 : 2       |            |                     |              |                                 |                                  |                |          |
| 2                                                                 | 15/07/1992 | Francfort           | Terre (ext.) | Florencia Labat                 | Mana Endo                        | 6-1, 6-1       | Parcours |
|                                                                   |            |                     |              |                                 |                                  |                |          |
| 1993 - 1er tour (groupe mondial) - Japon - Colombie - 3 : 0       |            |                     |              |                                 |                                  |                |          |
| 3                                                                 | 20/07/1993 | Francfort           | Terre (ext.) | Mana Endo                       | Carmina Giraldo                  | 2-6, 6-0, 6-0  | Parcours |
|                                                                   |            |                     |              |                                 |                                  |                |          |
| 1993 - 2e tour (groupe mondial) - Japon - Finlande - 1 : 2        |            |                     |              |                                 |                                  |                |          |
| 4                                                                 | 21/07/1993 | Francfort           | Terre (ext.) | Mana Endo                       | Petra Thoren                     | 6-3, 6-2       | Parcours |
|                                                                   |            |                     |              |                                 |                                  |                |          |
| 1994 - 2e tour (groupe mondial) - Suède - Japon - 0 : 3           |            |                     |              |                                 |                                  |                |          |
| 5                                                                 | 20/07/1994 | Francfort           | Terre (ext.) | Mana Endo Nana Miyagi           | Maria Lindström Maria Strandlund | 6-72, 6-1, 6-2 | Parcours |
|                                                                   |            |                     |              |                                 |                                  |                |          |
| 1994 - 1/4 de finale (groupe mondial) - Espagne - Japon - 3 : 0   |            |                     |              |                                 |                                  |                |          |
| 6                                                                 | 22/07/1994 | Francfort           | Terre (ext.) | Angeles Montolio Virginia Ruano | Mana Endo Nana Miyagi            | 6-2, 2-6, 6-3  | Parcours |
|                                                                   |            |                     |              |                                 |                                  |                |          |
| 1995 - 1/4 de finale (groupe mondial) - Allemagne - Japon - 4 : 1 |            |                     |              |                                 |                                  |                |          |
| 7                                                                 | 22/04/1995 | Fribourg-en-Brisgau | Terre (ext.) | Sabine Hack                     | Mana Endo                        | 6-4, 7-65      | Parcours |
| 7                                                                 | 22/04/1995 | Fribourg-en-Brisgau | Terre (ext.) | Anke Huber                      | Mana Endo                        | 6-3, 7-5       | Parcours |

## Classements WTA en fin de saison

### En simple
| Année | 1989 | 1990 | 1991 | 1992 | 1993 | 1994 | 1995 | 1996 | 1997 | 1998 |
| Rang  | 384  | 199  | 117  | 57   | 47   | 28   | 77   | 54   | 116  | 311  |

Source : (en) « Classements de Mana Endo », sur le site officiel du WTA Tour

### En double
| Année | 1990 | 1991 | 1992 | 1993 | 1994 | 1995 | 1996 | 1997 |
| Rang  | 363  | 763  | -    | 313  | 121  | 166  | 244  | 363  |

Source : (en) « Classements de Mana Endo », sur le site officiel du WTA Tour